# Danny Stam

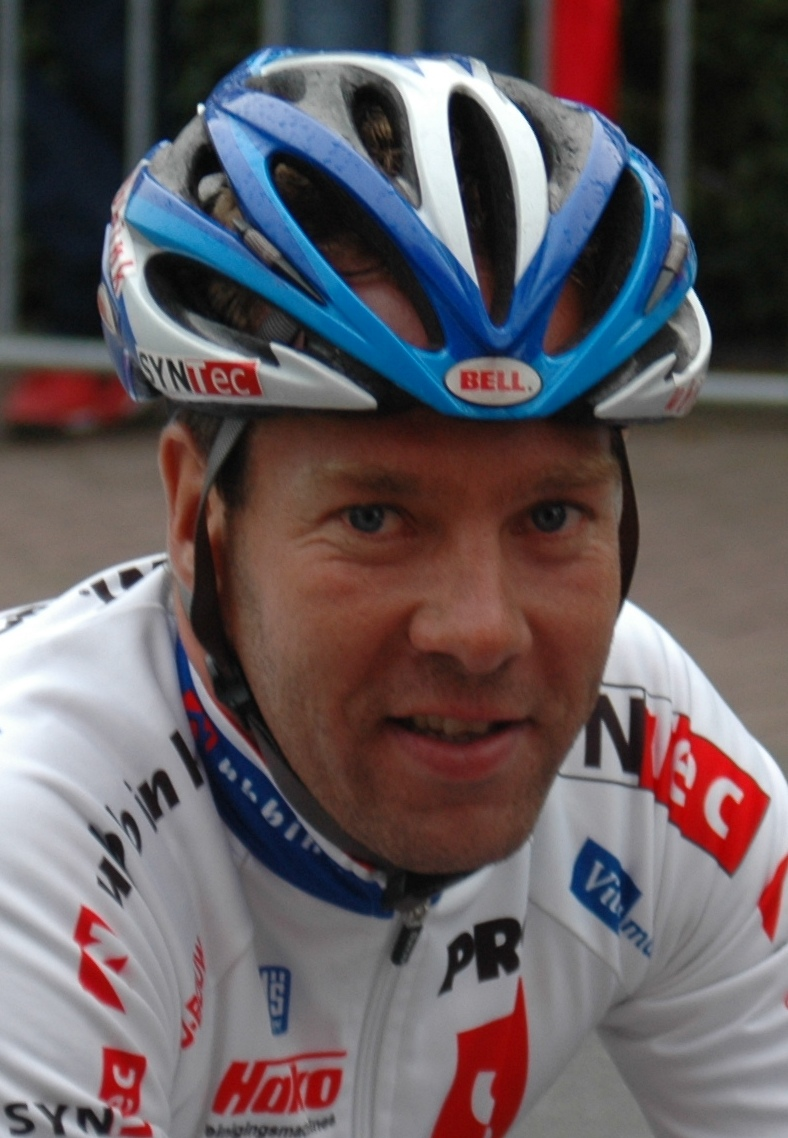
Danny Stam (2006)

Danny Stam (* 25. Juni 1972 in Zaandam) ist ein niederländischer Sportlicher Leiter und ehemaliger Radrennfahrer.

## Werdegang
Danny Stam ist der Sohn des vierfachen Weltmeisters im Steherrennen Cees Stam und verheiratet mit der ehemaligen Querfeldeinfahrerin Corine Dorland.
Stam war während seiner  Laufbahals Aktiver hauptsächlich auf der Bahn aktiv. Bei den UCI-Bahn-Weltmeisterschaften 2004 gewann er zusammen mit seinem Landsmann Robert Slippens die Bronzemedaille im Madison. Ein Jahr später wurden die beiden Vizeweltmeister in derselben Disziplin sowie 2003 und 2006 Vize-Europameister; 2009 errangen Slippens und Stam Bronze bei Europameisterschaften. Außerdem waren sie gemeinsam erfolgreich bei zehn Sechstagerennen. Mit Slippens startete er bei den Olympischen Spielen 2000 und Olympischen Spielen 2004, bei denen die beiden die Plätze 8 und 14 im Madison belegten. Im Winter 2006/2007 fuhr Stam mit Peter Schep, da Slippens im Sommer schwer gestürzt war und wenig später als Rennfahrer zurücktrat. Zum Ende der Wintersaison 2011/2012 erklärte auch Danny Stam seinen Rücktritt vom aktiven Radsport. Insgesamt bestritt Danny Stam 116 Sechstagerennen, von denen er 16 gewann.
Zur Saison 2012 wurde Stam Sportlicher Leiter des Frauenradsportteam AA Drink-leontien.nl und wechselte ein Jahr später in diese Funktion zum Boels-Dolmans Cycling Team, dem späteren Team SD Worx.

## Erfolge
1996
- Niederländischer Meister – Derny

2000
- Niederländischer Meister – Madison (mit Robert Slippens)

2002
- Europameister – Madison (mit Robert Slippens)

2003
- Sechstagerennen Bremen (mit Robert Slippens)
- Sechstagerennen Amsterdam (mit Robert Slippens)

2004
- Sechstagerennen Amsterdam (mit Robert Slippens)
- Sechstagerennen Gent (mit Robert Slippens)
- Niederländischer Meister – Madison (mit Robert Slippens)

2005
- Rotterdam (mit Robert Slippens)

2006
- Weltcup Moskau – Madison (mit Jens Mouris)
- Rotterdam (mit Robert Slippens)
- Sechstagerennen Bremen (mit Robert Slippens)
- Sechstagerennen Berlin (mit Robert Slippens)
- Sechstagerennen Kopenhagen (mit Robert Slippens)
- Sechstagerennen Amsterdam (mit Peter Schep)

2008
- Rotterdam (mit Leif Lampater)
- Sechstagerennen Amsterdam (mit Robert Slippens)
- Sechstagerennen Zuidlaren (mit Robert Slippens)
- Sechstagerennen Zürich (mit Bruno Risi)

2010
- Rotterdam (mit Iljo Keisse)

2011
- Rotterdam (mit Léon van Bon)

## Teams als Straßenfahrer
- 1999–2005 AXA
- 2006–2008 Ubbink
- 2009–2011 AA Cycling